# 比别纳
比别纳（義大利語：Bibbiena），是意大利阿雷佐省的一个市镇。总面积86.37平方公里，人口12725人，人口密度147.3人/平方公里（2009年）。ISTAT代码为051004。

## 友好城市
- 法國 布拉扎克-伊勒-马努瓦尔